# Petra Krejsová
Petra Krejsová (* 30. Juni 1990) ist eine ehemalige tschechische Tennisspielerin.

## Karriere
Petra Krejsová, die am liebsten auf Sandplätzen spielte, begann im Alter von neun Jahren mit dem Tennis. Auf dem ITF Women’s Circuit gewann sie insgesamt sieben Einzel- und 29 Doppeltitel.
Im Hauptfeld eines WTA-Turniers stand sie erstmals bei den Ricoh Open 2017 in ’s-Hertogenbosch, das sie über die Qualifikation erreichte.

## Erfolge

### Einzel
Turniersiege 
| Nr. | Datum          | Turnier        | Kategorie   | Belag             | Finalgegnerin       | Ergebnis      |
| --- | -------------- | -------------- | ----------- | ----------------- | ------------------- | ------------- |
| 1.  | Juli 2014      | Horb am Neckar | ITF $10.000 | Sand              | Jesika Malečková    | 7:5, 7:5      |
| 2.  | September 2014 | Prag           | ITF $10.000 | Sand              | Nikola Vajdová      | 6:2, 6:4      |
| 3.  | September 2016 | Prag           | ITF $10.000 | Sand              | Miriam Kolodziejová | 7:5, 7:64     |
| 4.  | November 2016  | Sheffield      | ITF $10.000 | Hartplatz (Halle) | Lou Brouleau        | 6:4, 6:3      |
| 5.  | November 2016  | Shrewsbury     | ITF $10.000 | Hartplatz (Halle) | Tess Sugnaux        | 6:1, 7:5      |
| 6.  | Februar 2017   | Glasgow        | ITF $15.000 | Hartplatz (Halle) | Bibiane Schoofs     | 2:6, 7:5, 6:4 |
| 7.  | März 2017      | Solarino       | ITF $15.000 | Teppich           | Natália Vajdová     | 6:2, 5:7, 6:0 |

### Doppel
Turniersiege 
| Nr. | Datum          | Turnier         | Kategorie     | Belag             | Partnerin                | Finalgegnerinnen                          | Ergebnis          |
| --- | -------------- | --------------- | ------------- | ----------------- | ------------------------ | ----------------------------------------- | ----------------- |
| 1.  | Februar 2011   | Leimen          | ITF $10.000   | Hartplatz (Halle) | Martina Borecká          | Kim Kilsdonk Nicolette van Uitert         | 2:6, 7:65, [10:4] |
| 2.  | März 2011      | Dijon           | ITF $10.000   | Hartplatz (Halle) | Martina Borecká          | Maria Abramović Sopia Kwazabaia           | 6:3, 6:4          |
| 3.  | Oktober 2011   | Solin           | ITF $10.000   | Sand              | Martina Borecká          | Karin Morgošová Lenka Tvarošková          | 3:6, 6:4, [10:3]  |
| 4.  | April 2012     | Iraklio         | ITF $10.000   | Teppich           | Martina Borecká          | Lina Gjorcheska Despoina Vogasari         | 6:0, 6:0          |
| 5.  | April 2012     | Iraklio         | ITF $10.000   | Teppich           | Martina Borecká          | Lina Gjorcheska Despoina Vogasari         | 6:2, 6:3          |
| 6.  | April 2012     | Iraklio         | ITF $10.000   | Teppich           | Silvia Njirić            | Dana Machalkova Tereza Malíková           | 6:77, 6:3, [10:6] |
| 7.  | April 2012     | Rethymno        | ITF $10.000   | Hartplatz         | Silvia Njirić            | Adreanna Christopoulou Irini Papageorgiou | 3:6, 6:3, [10:7]  |
| 8.  | September 2012 | Trieste         | ITF $10.000   | Sand              | Jesika Malečková         | Giulia Gabba Alice Savoretti              | 7:64, 6:1         |
| 9.  | November 2012  | Antalya         | ITF $10.000   | Sand              | Ágnes Bukta              | Diana Enache Danielle Harmsen             | kampflos          |
| 10. | Juli 2013      | Přerov          | ITF $15.000   | Sand              | Jesika Malečková         | Wiktorija Kan Hanna Posnichirenko         | 6:1, 4:6, [10:5]  |
| 11. | April 2014     | Istanbul        | ITF $50.000   | Hartplatz         | Tereza Smitková          | Michaëlla Krajicek Aleksandra Krunić      | 1:6, 7:62, [11:9] |
| 12. | September 2014 | Prag            | ITF $10.000   | Sand              | Zuzana Luknárová         | Lenka Kunčíková Karolína Stuchlá          | 4:6, 6:3, [10:6]  |
| 13. | März 2015      | Innisbrook      | ITF $25.000   | Sand              | Paula Cristina Gonçalves | María Irigoyen Paula Ormaechea            | 6:2, 6:4          |
| 14. | Januar 2016    | Kairo           | ITF $10.000   | Sand              | Chantal Škamlová         | Ola Abou Zekry Despina Papamichail        | 6:4, 6:0          |
| 15. | Januar 2016    | Kairo           | ITF $10.000   | Sand              | Chantal Škamlová         | Riya Bhatia Eetee Maheta                  | 6:3, 6:2          |
| 16. | Januar 2016    | Kairo           | ITF $10.000   | Sand              | Chantal Škamlová         | Ola Abou Zekry Despina Papamichail        | 7:62, 6:3         |
| 17. | Mai 2016       | Tučepi          | ITF $10.000   | Sand              | Dasha Ivanova            | Emma Laine Adrijana Lekaj                 | 6:3, 2:6, [10:5]  |
| 18. | Mai 2016       | Bol             | ITF $10.000   | Sand              | Dasha Ivanova            | Naiktha Bains Alexandra Morozova          | 6:1, 6:3          |
| 19. | August 2016    | Slovenská Ľupča | ITF $10.000   | Sand              | Chantal Škamlová         | Barbara Kötelesová Viktória Kužmová       | 6:2, 6:1          |
| 20. | August 2016    | Nürnberg        | ITF $10.000   | Sand              | Dasha Ivanova            | Katharina Hobgarski Anita Husarić         | 5:7, 6:1, [10:8]  |
| 21. | Oktober 2016   | Pula            | ITF $10.000   | Sand              | Dalila Spiteri           | Snehadevi Reddy Jelena Simić              | 6:0, 1:6, [10:3]  |
| 22. | Oktober 2016   | Loughborough    | ITF $10.000   | Hartplatz         | Dasha Ivanova            | Sarah Beth Grey Olivia Nicholls           | 7:62, 7:62        |
| 23. | März 2017      | Solarino        | ITF $15.000   | Teppich           | Laura-Ioana Andrei       | Ylena In-Albon Tatiana Pieri              | 6:0, 6:3          |
| 24. | März 2017      | Solarino        | ITF $15.000   | Teppich           | Laura-Ioana Andrei       | Georgia Brescia Ylena In-Albon            | 6:3, 6:2          |
| 25. | August 2017    | Woking          | ITF $25.000   | Hartplatz         | Laura-Ioana Andrei       | Mihaela Buzărnescu Justyna Jegiołka       | 4:6, 6:2, [11:9]  |
| 26. | September 2017 | Podgorica       | ITF $25.000   | Sand              | Jesika Malečková         | Tereza Mihalíková Chantal Škamlová        | 6:2, 6:3          |
| 27. | Oktober 2017   | Istanbul        | ITF $25.000   | Hartplatz (Halle) | Jesika Malečková         | İpek Öz Jekaterina Jaschina               | 6:4, 6:3          |
| 28. | Juli 2018      | Olmütz          | ITF $80.000+H | Sand              | Jesika Malečková         | Lucie Hradecká Michaëlla Krajicek         | 6:2, 6:1          |
| 29. | August 2019    | Leipzig         | ITF W25+H     | Sand              | Jesika Malečková         | Anna Danilina Vivian Heisen               | 4:6, 6:3, [10:6]  |